# Nationale Sicherheitsstrategie der Vereinigten Staaten
Die Nationale Sicherheitsstrategie (deutsch für National Security Strategy; NSS) stellt einen Bericht und eine Handlungserklärung der Bundesregierung der Vereinigten Staaten zur Sicherheitspolitik des Landes dar. Die Ausarbeitung einer solchen Strategie ist seit 1986 für jede Regierung gegenüber dem Kongress verpflichtend.
Zweck der Nationalen Sicherheitsstrategie ist laut der Grundlagendoktrin der United States Air Force, „die Souveränität und Unabhängigkeit der Vereinigten Staaten [mit ihren] zugrundeliegenden Werten und Institutionen [in intaktem Zustand] zu garantieren“.

## Gesetzliche Grundlagen und historische Entwicklung
Die gesetzlichen Bestimmungen zur National Security Strategy gehen auf das Goldwater-Nichols-Gesetz zur Reorganisation des Verteidigungsministeriums von 1986 zurück. Sie sind heute als § 404a im 50. Buch des United States Code verankert und legen die Veröffentlichungsperiode und den Inhalt des Berichtes fest. Die NSS sind grundlegende Strategien, denen ein weiter Sicherheitsbegriff zugrunde liegt und die alle sicherheitspolitisch relevanten Politikfelder und Krisenregionen ansprechen. Der Bericht wird in einer geheimen und einer öffentlichen Fassung erstellt.
Laut Bestimmungen soll jeder Bericht zur Nationalen Sicherheitsstrategie fünf Ebenen umfassen:
1. weltweite nationale Interessen, Ziele und Bestrebungen der Vereinigten Staaten, die die Sicherheitspolitik betreffen
2. der Außenpolitik, den weltweiten Einsatz und Verteidigungskapazitäten, die der Abschreckung vor auf Angriffen auf das Festland der Vereinigten Staaten sowie der Umsetzung der eigenen Ziele dienen
3. die der Bundesregierung der Vereinigten Staaten vorschwebenden politischen, wirtschaftlichen und militärischen Maßnahmen, die die o. g. Ziele erreichen sollen.
4. die Angemessenheit und Ausgewogenheit aller einander gegenüberstehenden Potentiale, die der Bundesregierung zur Verfügung stehen.
5. alle in diesem Zusammenhang stehenden, weitergehenden Informationen

An sich verlangt das Gesetz einzig einen jährlichen sicherheitspolitischen Bericht an den Kongress, der mit der Haushaltsvorlage zusammen vorgelegt wird, sowie einen zusätzlichen Bericht spätestens 150 Tage nach der Amtseinführung jedes Präsidenten. Faktisch haben jedoch alle Präsidenten den vierjährlichen Berichten als sicherheitspolitische Leitlinie für ihre eigenen Amtszeiten mehr Gewicht beigemessen als ursprünglich vorgesehen.
Besondere Bedeutung und Bekanntheit erlangte die auch als „Bush-Doktrin“ bezeichnete National Security Strategy vom September 2002, da sie die erste im Nachgang der Terroranschläge am 11. September 2001 und seit der letzten Quadrennial Defense Review war. Vor ihrer Veröffentlichung lösten die Andeutungen des damaligen Präsidenten George W. Bush in Reden und Erklärungen bezüglich möglicher Präventivkriege Diskussionen sowohl in der weltweiten Öffentlichkeit als auch unter sicherheitspolitischen Beobachtern aus.